# Pingströrelsen i Sverige
Pingströrelsen är ett protestantiskt kristet samfund som grundades i Los Angeles, USA och Wales, Storbritannien under 1900-talets första årtionde under namnet pentekostalism och som 1907 nådde Sverige.
Pingströrelsen i Sverige är en gemenskap av 439 frikyrkoförsamlingar med 87 392 medlemmar (2017), som tillsammans utgör den största svenska pentekostala församlingsrörelsen och är ett av Sveriges större frikyrkosamfund. Namnet gavs rörelsen av media under dess första tid på tidigt 1900-tal. Detta med hänvisning till rörelsens betonande av händelserna på den första pingstdagen, då lärjungarna enligt Apostlagärningarna kapitel 2 för första gången fylldes av den Helige Ande och då blev frimodiga, profeterade på olika tungomål och lät underverk ske. Rörelsen betonar att troende kristna även idag kan få personlig erfarenhet av Gud genom andedop, och få del av andliga nådegåvor och andens frukter. 
Pingstväckelsen liknar eller är en del av den karismatiska rörelsen, som är mer sentida och har gett upphov till flera nya samfund, men även är en rörelse inom flertalet äldre kristna samfund. 
Medlemmarna kallas pingstvänner.

## Rörelsens storlek
Ser man till medlemsantalet är pingströrelsen den näst största frikyrkliga rörelsen i Sverige efter Equmeniakyrkan. År 2017 hade man 87 392 medlemmar i 439 församlingar. Rörelsen var som störst under 1980-talet, med strax över 100 000 medlemmar. Pingströrelsen har således haft större betydelse för frikyrkligheten i Sverige än i flertalet andra länder. 
Även sett till antalet betjänade personer (antal registrerade i verksamhet eller som medlemmar) har pingströrelsen varit den största frikyrkan åren 2007-2010. Dessa utgjorde 113 527 år 2010.
De största församlingarna i Sverige var år 2016:
| Smyrnakyrkan i Göteborg. |  | Frihamnskyrkan i Hisingen, Göteborg. |
| Smyrnakyrkan i Göteborg. |  | Frihamnskyrkan i Hisingen, Göteborg. |

- Filadelfiaförsamlingen i Stockholm, 5 378 medlemmar [3]
- Smyrnaförsamlingen i Göteborg, 3 229 medlemmar [3]
- Pingstförsamlingen i Jönköping, 2 465 medlemmar [3]
- Sionförsamlingen i Linköping, 1 522 medlemmar [3]
- Europaporten i Malmö, 1 315 medlemmar [3]

## Historik
Närmast har den svenska pingstväckelsen sitt ursprung i den helgelserörelse som uppstod i Nordamerika under 1860-talet och som mot slutet av 1800-talet på olika vägar nådde Sverige. 
I januari 1901 började flera studenter vid Bethel Bible School i Topeka, Kansas, USA att tala i tungor efter att ha studerat Bibeln och tillbringat tid i bön. Agnes Ozman var den första bland dem som gjorde denna erfarenhet men hon följdes snart av fler studenter och av sin lärare Charles Fox Parham. 
1906 började en väckelse bland afro-amerikaner på 312 Azusa Street i Los Angeles, Kalifornien och kom till Sverige samma år genom svensk-amerikanen Andrew G. Johnson. Denne var med i den första grupp missionärer som sändes ut från Azusa Street. Han tänkte först resa till Palestina som missionär men hamnade av olika anledningar i sin hemstad Skövde där han startade verksamhet i november 1906. Drygt en månad senare anlände den norske metodistpastorn Thomas Ball Barratt till Kristiania och startade en parallell verksamhet där. Genom en stark mediebevakning spreds nyheterna om rörelsen snabbt i såväl Norge som Sverige och många svenskar reste till Kristiania för att få uppleva den omtalade väckelsen på nära håll.

### Historik i Sverige
Pingstväckelsen i Sverige kom att spridas dels genom Andrew G Johnsons resande, dels genom ett stort antal evangelister, främst då kvinnor, från den så kallade Örebromissionen. Ledaren för denna inre mission hette John Ongman, och kvinnorna kom därför att kallas Ongmansystrar. Genom Ongmans stöd till den väckelse som kom med Johnson blev Örebro ett tidigt centrum i Sverige, tillsammans med ovan nämnda Skövde. Genom Örebro Missionsförening som Ongman bildade 1908 började hans anhängare driva egen evangelisations- och missionsverksamhet. Ongmans gruppering välkomnade andedopväckelsen, och blev efter en schism med baptistsamfundet 1938 ett eget samfund, Örebromissionen. 
Nästa starka centrum blev Göteborg med en ekumenisk verksamhet i den så kallade Torghallen på Kungstorget. I Göteborg utgavs även den första pingsttidskriften i Sverige, Glöd från altaret.
Från 1911 kom den unge baptistpastorn Lewi Pethrus i Stockholm att allt mer stå i centrum. Han hade kommit i kontakt med rörelsen i Oslo 1907 genom ett möte med Thomas Ball Barratt, som i sin tur hade haft indirekt kontakt med pingstväckelsen i Azusa Street, och förde med sig den till Barrats dåvarande församling i Lidköping. Från och med den så kallade Kölingaredsdeklarationen 1919 kan man allt mera tala om ett trossamfund med Filadelfiaförsamlingen i Stockholm som centralpunkt och pastor Lewi Pethrus som dess inofficielle ledare.
Pingstväckelsen i Sverige var till en början överkonfessionell (ekumenisk). Främst fick den fäste i baptismen och metodismen. På vissa håll, till exempel i Göteborg, levde den ekumeniska idén länge och några speciella pingstförsamlingar bildades inte förrän på 1920-talet. Redan 1907 anslöt sig dock en samfundsfri församling, Betaniaförsamlingen i Adelöv som startats 1901, och året därpå bildades pingstförsamlingar i till exempel Skärhamn och Luleå. Förhållandet till de lokala baptistförsamlingarna var dock gott och många av dem hette därför fortfarande "baptistförsamlingar". Oftast var de dock fria bönegrupper. Ursprungsorten Skövde fick till exempel ingen egen "pingstförsamling" förrän 1912.
Filadelfiaförsamlingen i Stockholm leddes 1911-1958 av pastor Lewi Pethrus. År 1913 uteslöts denna församling ur baptistsamfundet på grund av meningsskiljaktigheter rörande nattvarden.  
Den verkliga anledningen till att utesluta Filadelfiaförsamlingen ska, enligt vissa, ha varit att bli av med den energiske ledaren Lewi Pethrus, för att undvika splittring inom samfundet. Filadefiaförsamlingen var dock inte den första församling som uteslutits ur Baptistsamfundet av skäl som liknar dessa. Sådana uteslutningar hade pågått alltsedan 1907 och pingstväckelsens intåg i Sverige. 
John Wahlborg beskriver i sin bok "I Mästarens ärenden. 35 år som svensk baptistpredikant" uteslutningen som pinsam och sorglig.
Uteslutningen ledde dock till att Pingströrelsen växte sig starkare och det var Svenska Baptistsamfundet som fick släppa till flest medlemmar.
Lewi Pethrus var dock under ett helt år medveten om att Filadelfiaförsamlingen stod under hot om uteslutning ur samfundsgemenskapen om inte församlingens nattvardspraxis förändrades. Senare har ett antal återföreningsförsök gjorts mellan Filadelfiaförsamlingen och Baptistsamfundet. Ett exempel på detta är 1919 när Baptistsamfundets nattvardspraxis förändrades och närmade sig Pethrus förståelse av nattvarden. Dessa förlikningsförsök försvårades genom att Lewi Pethrus utvecklade synen att samfundsgemenskap är obibliskt. När Pethrus utvecklade denna syn är omdiskuterat; mycket tyder dock på att detta skedde efter uteslutningen ur samfundet. Petrus uppmanade exempelvis ombuden före Stockholms distriktsmöte för Baptistsamfundet i april 1913 att inte yrka bifall på uteslutning för Filadelfiaförsamlingen. En annan inflammerande faktor var att det utvecklades en stark polemik mellan Pethrus och dåtidens frikyrkosamfund i Sverige. Pethrus attackerade Baptistsamfundet, och tanken på kristna samfund i allmänhet, i ett antal tidskriftsartiklar och drog därigenom på sig stark kritik ifrån bland annat grundaren för Örebro missionsskolan John Ongman (som också var den som kanske främst arbetade för förlikning mellan Pethrus och Baptistsamfundet), Baptistsamfundets ledning och ledningen för Missionsförbundet.
Efter sitt genombrott 1911 var Lewi Pethrus den svenska pingströrelsens informelle ledare fram till sin död 1974. Stor betydelse för rörelsens utveckling i Sverige anses även Sven Lidman ha haft - fram till den brytning mellan Pethrus och Lidman som skedde 1948. Efter Lewi Pethrus död hade Filadelfiakyrkan i Stockholm med sin föreståndare en viktig ställning som samlade till nationell pastorskonferens (predikantveckan).
Sedan pingströrelsen blev ett samfund, Pingst Fria Församlingar i Samverkan (Pingst FFS), har den utsett en gemensam föreståndare för de församlingar som är anslutna. Den förste föreståndaren var Sten-Gunnar Hedin, 2008–2016 var Per Hörnmark föreståndare och nuvarande föreståndare är Daniel Alm.

### Medlemmar av Pingströrelsen i Sverige
| Medlemmar 2012–2017                            | Medlemmar 2012–2017 | Medlemmar 2012–2017 | Medlemmar 2012–2017 | Medlemmar 2012–2017 |
| ---------------------------------------------- | ------------------- | ------------------- | ------------------- | ------------------- |
|                                                |                     |                     |                     |                     |
| År                                             |                     |                     | Folkmängd           |                     |
| 2012                                           | 2012                |                     | 83 684              |                     |
| 2013                                           | 2013                |                     | 84 723              |                     |
| 2014                                           | 2014                |                     | 84 307              |                     |
| 2015                                           | 2015                |                     | 84 573              |                     |
| 2016                                           | 2016                |                     | 85 647              |                     |
| 2017                                           | 2017                |                     | 87 392              |                     |
| 2019                                           | 2019                |                     | 88 227              |                     |
| 2020                                           | 2020                |                     | 87 630              |                     |
| Anm.: Medlemmar den 31 december respektive år. |                     |                     |                     |                     |

## Kännetecknande läror
Då pingströrelsen består av självständiga församlingar finns inga enhetligt antagna trosbekännelser eller lärosatser. Dock har en homogenitet i lärofrågor vuxit fram under rörelsens historia. 
I likhet med flertalet andra kristna trossamfund (men till skillnad från antitrinitaristisk pingströrelse) ställer de svenska pingstförsamlingarna sig bakom innehållet i de fornkyrkliga trosbekännelserna som den Apostoliska och Nicenska. Men man läser inte dessa regelmässigt som del av gudstjänstfirandet eller undervisningen.

### Relationer med andra kristna samfund
Pingströrelsen betraktar sig som en av de kristna kyrkorna i Sverige och är medlemmar i Sveriges kristna råd och därmed kyrkornas världsråd. Pingströrelsen har tidigare förhållit sig skeptisk till ekumenik, i synnerhet på hög organisationsnivå, men har successivt blivit öppnare för detta. Idag samarbetar man ekumeniskt i många sammanhang. 
Pingströrelsen står läromässigt nära flertalet svenska frikyrkor, väckelserörelse och lågkyrkliga inriktningar, i synnerhet karismatiska, baptistiska och evangelikala rörelser, samt trosrörelsen. De skillnader som finns idag gäller språkliga uttryckssätt, verksamhetsformer och fromhetsideal i betydligt högre grad än teologiska läroskillnader.  
Det är inte ovanligt att pingstvänner även är medlemmar i Svenska kyrkan och engagerade som kyrkopolitiker. Eftersom pingströrelsen tillkom långt efter konventikelplakatet finns inte lika stark tradition av gränsdragning mot Svenska kyrkan som inom äldre frikyrkor. Viss samverkan med katolska kyrkan förekommer på senare tid, bland annat i samband med Jesusmanifestet och retreater.

### Tron på Gud som skaparen
Tron på Gud som skapare av himmel och jord har varit självklar i pingströrelsen. Betoningen i undervisningen har legat på Guds helighet och kärlek. Gud är absolut avskiljd från det onda och är alltigenom ren. Guds kärlek till världen bevisas genom att han sänder sin son Jesus Kristus till världen. I pingströrelsen har man också lagt en stark betoning på bön, lovprisning och lovsång. Människans högsta syfte är att leva till Guds ära. I den svenska pingströrelsen (men inte alltid internationellt) bekänner man sig till den klassiskt kristna tron på Gud som Fader, Son och Ande, eller treenigheten som den kallas inom teologin.

### Människan som Guds avbild och fallen syndare
Som del av den baptistiska kyrkogrenen tror inte pingströrelsen på läran om arvssynd, i meningen att varje barn skulle födas i ett tillstånd av synd och skuld. Istället lär rörelsen att varje människa föds ren och syndfri. Barnen tillhör himmelriket, som Jesus sade. Människan har en medfödd "skadad" natur, "syndens sjukdom", en oförmåga att alltid och i alla situationer välja det som är rätt, som ett arv efter Adams syndafall. När människan med åldern blir medveten om sin omgivning, Guds lag och sitt samvete kommer hon förr eller senare att avsiktligt bryta mot Guds vilja genom sina handlingar. Endast denna avsiktliga och medvetna personliga handling betraktas som synd; detta kallas för verksynd till skillnad från arvsynd.
Inom den svenska pingströrelsen ses sjukdomar och död enbart som konsekvens av Adams syndafall, medan man inom bland annat amerikansk trosrörelseinriktad pingströrelse ser sjukdomar som en konsekvens av den enskilde individens synd.

### Jesu person och försoningsverk
I pingströrelsen har man alltid haft en tydlig fokusering på Jesus och hans kraft. Man ser Jesus som Guds son, Messias och Gud enligt treenighetsläran. Man ser honom också som den enda vägen till Gud och menar att hans ankomst var förutsagd redan i Gamla testamentet.
Pingströrelsen predikar en objektiv försoningslära där Kristus dog på korset för att bära straffet för människornas synd och ondska. Man menar att genom hans död blir frälsning möjlig för alla på Kristus troende.

### Människans behov av omvändelse
Varje människa, som nått medveten ålder, har syndat och gått miste om härligheten från Gud. Hon har misslyckats att leva helt i enlighet med Guds vilja, brutit mot sitt samvete och vad som står i Bibeln. Synden förstör gemenskapen med Gud. Men genom att vända sig till Jesus kan människan få förlåtelse för sin synd och bli frälst (räddad), det vill säga kristen. Som väckelsekristen har rörelsen betonat tanken på att frälsning sker i samband med omvändelse eller pånyttfödelse vid ett specifikt tillfälle från ett tidigare liv i synd, trots att många medlemmar i praktiken är uppvuxna inom rörelsen och aldrig övergett tron, och många saknar en distinkt frälsningsupplevelse eller har en mycket tidig frälsningsupplevelse. Frälsningen och nåden är alltså inte given en gång för alla av Kristus, såsom inom Luthersk tro (så kallad enkel predestination). Nåden är inte helt förutsättningslös, utan kräver människans samverkan i form av ett aktivt val (så kallad synergism).
Rörelsen tenderar att betona att den omvända människan i Guds ögon är förlåten och befriad från synd (så kallad rättfärdiggörelse) en gång för alla i samband med omvändelsen, snarare än att fokusera på ondskan i människans natur. Att bekänna sin synd dagligen eller som del av gudstjänsten betonas mer sällan inom pingströrelsen än inom traditionell Luthersk kristendom.[källa behövs]

### Baptistiskt dop
Pingstförsamlingarna tillämpar det baptistiska troendedopet; ett medvetet dop utifrån att personen själv omvänt sig till Jesus Kristus, blivit kristen och låtit döpa sig i vatten genom nedsänkning. Genom dopet blir man också medlem i en lokal pingstförsamling. I praktiken döps ofta medlemmars barn i 8 till 12 års ålder inom svensk pingströrelse, till skillnad från Östeuropa där man väntar med dopet till vuxen ålder. Men självklart döps också många vuxna i Pingstförsamlingarna, som kommit till tro på Jesus Kristus. 
Pingstförsamlingar tar i regel inte emot medlemmar som inte genomgått ett baptistiskt dop. Dock är denna praxis satt under diskussion. En troende person som är omvänd men ännu inte döpt, eller enbart barndöpt, betraktas idag inom rörelsen som kristen och frälst. 
Inom pingströrelsen betraktas dopet som en bekännelsehandling som bekräftar frälsningen. Pastor Harald Gustafsson som verkade i Smyrnaförsamlingen i Göteborg åren 1945–1967, skrev om dopet som en bekännelsehandling men liknar också dopet vid en vigsel där man blir vigd att tillhöra Kristus.
En baptistiskt döpt person som tappat och återfått tron döpes inte om igen, utan välkomnas som medlem ändå.

### Helgelse
Rörelsen lyfter vidare fram att en person som inte bara omvänder sig och tar emot förlåtelse, utan dessutom överlåter sitt liv helt i Guds händer, får hjälp av Den Helige Ande att tänka tankar och göra gärningar i enlighet med Guds vilja (så kallad helgelse). Helgelseläran är ett arv från John Wesley, som grundade Metodismen, men inom pingströrelsen tror man inte på att fullkomlig helgelse eller kristen fullkomlighet är möjlig under detta liv - begrepp som Wesley myntade - utan att helgelsen är en ständigt pågående process[källa behövs]. Uttrycket "befrielse från syndens makt" är dock vanligt inom pingströrelsen. Vissa förkunnare menar att även om alla kristna frestas och gör felsteg ibland, så gör helgelsen att det inte är normalt för en pånyttfödd kristen att regelbundet och planerat begå synd.[källa behövs]

### Den helige Ande och Andedopet
Den starkast identitetsbärande läran inom pingströrelsen är den om Andedopet — tron att Den Helige Ande kan fylla en kristen med övernaturlig kraft och förmågor. Inom pentekostal teologi betraktas andedopet som en särskild upplevelse, utöver frälsningen och dopet. Andedopet ansågs förr inom pingströrelsen alltid[källa behövs] manifesteras genom tungomålstal. Andedopet betraktas inom pingströrelsen som en separat händelse, skild ifrån frälsningen och dopet i Jesus namn - då den troende istället får Anden som gåva. Inom pingströrelsen anses att alla kristna får Anden som gåva, men alla blir inte andedöpta.
Med utgångspunkt i Rom 12 och 1 Kor 12 talar man om ett flertal nådegåvor man som kristen kan få tillgång till. De man mest har poängterat har varit:
- Tungotalet - Ett övernaturligt språk, ibland som ett bönespråk mellan människa och Gud och ibland som ett budskap som kan förstås av människor.
- Helande - Övernaturlig förmåga att bota sjukdomar.
- Profetia - Uppenbarelser om sådant människor inte kan känna till (framtiden, dolda bekymmer etc.)

Andedopet kan ske före eller efter det baptistiska dopet. Den helige ande kan även ge andens frukter, men dessa anses vanligen ges till alla kristna, inte bara andedöpta.

### Fria församlingar
Den svenska pingströrelsen har alltsedan dess start hävdat att det finns en nytestamentlig princip att den lokala församlingen inte skall vara underställd ett nationellt samfund. Det skall vara den lokala församlingen som tillsätter sina egna pastorer och ledare och bestämmer över sin egen verksamhet och lära. Denna ståndpunkt uppfattades av delar av rörelsen som utmanad när ett samarbetsorgan skulle bildas. Därför blev namnet för Pingstsamfundet, Pingst - Fria Församlingar i Samverkan.

### Ledarskap
Pingstförsamlingarna leds av lekmän som har de andra medlemmarnas förtroende. Dessa lekmän kallas ofta efter bibliskt språkbruk för äldste eller församlingsledare. Men de flesta pingstförsamlingarna har också en anställd pastor och församlingsföreståndare, denne är som regel rekryterad utanför den egna lokala församlingen. Dessa är underställda församlingsmötet, där varje medlem har rösträtt, som är en traditionell pingstförsamlings högsta beslutande organ. Vissa medlemmar i församlingens styrelse är också äldste. I vissa församlingar tillåts endast manliga äldste. På senare tid har många församlingar börjat skilja på styrelsens ordföranderoll och församlingsföreståndaren.

### Bibelsyn
Pingströrelsens bibelsyn kan karaktäriseras som traditionellt bibeltrogen. Man ser Bibeln som Guds Ord och den enda giltiga urkunden för kristen tro. Därmed förkastar man liberalteologins bibelkritik och religiösa pluralism. Den bokstavliga tolkningen av Bibeln i kombination med kärnfamiljen som levnadsideal leder till att man står för värdekonservativa värderingar som ibland står i konflikt med samhällets humanistiska etik, till exempel vad gäller synen på homosexuella parförhållanden, och tidigare även synen på abort. Efter rättegångarna förorsakade av Åke Greens uttalanden har emellertid tonen mot homosexuella förändrats i förkunnelsen i flertalet församlingar, och ledande pingstpastorer har tagit avstånd från Greens sätt att uttrycka sig.[källa behövs]
Den tidiga pingströrelsen i Amerika var en rörelse som gick över de traditionella kyrkogränserna. Samtidigt fick man tidigt kritik från konservativa evangelikala grupperingar som uppstått samtidigt och som menade att pingströrelsen var "en samhällsomstörtande anti-dogmatisk kristendomstyp". Med tiden avtog dock den skarpa motsättningen mellan grupperna i USA och efter andra världskriget hade de tidigare gränserna suddats ut. Idag kallar ofta pingströrelsens kritiker rörelsen för fundamentalistisk (i ordets moderna betydelse) i debatten, men rörelsens företrädare betraktar sig snarast som bibeltrogen. 
Trots den bokstavstrogna bibelsynen finns det vissa delar av Nya Testamentets undervisning som inom svensk pingströrelse idag tolkas utifrån det historiska sammanhang det skrevs i, till exempel synen på kvinnans frisyr, huvudbonad och roll i församlingen, och synen på att äta blodmat. I vissa länder är pingströrelsen än idag mer bokstavstrogen på dessa områden.

### Eskatologi
Pingströrelsen har i synnerhet förr betonat att vi lever i den sista tiden, att Jesus kommer snart. Det uttrycks ibland en önskan att påskynda Jesus återkomst och de händelser som skall föregå denna händelse enligt Bibelns profetior. Detta används som argument för mission till onådda folk, samt ibland för kristen sionism. Betoningen av Jesu återkomst har också medfört mer eller mindre utvecklade teorier om tecken på att vi nu är i "den sista tiden", och att världsutvecklingen utmålas som negativ. Vid enstaka tillfällen har försök till uppskattning av tidpunkten för Jesu återkomst gjorts. Pingströrelsen har tagit avstånd från överdrifter som skulle möjliggöra ett undandragande från samhället utan försvarar istället uppfattningen att hinna påverka så mycket som möjligt innan Jesus kommer tillbaka.

## Gudstjänstliv
Gudstjänsterna i pingstförsamlingar kännetecknas av ett rikt musikliv. Den mest använda sångboken är rörelsens egen Segertoner - som främst används för unisona sånger. Vidare är enklare former av lovsånger vanliga.
Tidigare var det vanligt med flera stora körer och strängmusikkårer i de flesta församlingar. Idag har dessa ersatts med mindre grupper av sångare och musiker, bland annat lovsångsteam.
Gudstjänstformen är öppen och följer som regel en enkel gudstjänstordning eller liturgi, med stor möjlighet till variation. En mötesledare fungerar som "programledare" under gudstjänsten. Predikanter och mötesledare har inte funktion som "mellanhand" mellan Gud och församlingen på det sättet en katolsk eller högkyrklig luthersk präst fungerar. Emellertid har den Aronitiska välsignelsen blivit vanlig på senare tid som avslutning av gudstjänsten, men ses som en välsignelsebön[källa behövs] snarare än pastorns förmedlande av välsignelse.   
Utrymme ges för den enskilde att medverka spontant genom bön, profetiskt tal, sång eller tal (kallat vittnesbörd). Dock var utnyttjandet av det utrymmet vanligare förr. Under församlingsbönen ber ofta flera samtidigt, ibland högt men vanligen viskande, eller talar svagt i tungomålstal, samtidigt som en person leder i bön med full röststyrka. Tystnad och utrymme för kontemplation är ovanligt i gudstjänsterna, förutom vid självrannsakan strax innan nattvardsfirandet. Synen på nattvarden är att den är symbolisk och rörelsen tror därmed inte på realpresens, alltså att Kristus är närvarande i nattvarden genom att brödet och vinet omvandlas till Kristi kropp och blod. Pingströrelsen i Sverige intar här alltså den reformerta läran till skillnad från de Lutherska, Katolska och Ortodoxa lärorna när det gäller nattvarden. Alkoholfritt vin används vid nattvardsfirandet, av hänsyn till människor med alkoholproblematik.
Predikan kan pågå en halvtimme eller längre och är centrerad kring bibelordet eller kring tron i vardagen. Predikanten talar som regel engagerat och medryckande. Respons genom till exempel tillrop, suckar eller applåder kan förekomma.
I avslutningen av gudstjänsten ges ofta tillfälle till förbön.

## Mission
Ursprungligen och vanligtvis har missionsarbete målet att omvända ursprungsbefolkningar från ingen eller annan religion till kristendom, via bland annat dop. Missionärer har ofta varit utsända till länder där den västerländska kristendomen tidigare varit frånvarande, bland annat i kombination med att man börjat exploatera mark och naturresurser på området.
Den svenska pingströrelsen är, sett per capita, en av världens mest missionerande frikyrkorörelser. Pingströrelsen har ca 150 missionärer. Tanzania har under många år varit ett stort mottagarland.[källa behövs]
Starkast framgång har rörelsen rönt i Brasilien där två svenska pingstmissionärer, Daniel Berg och Gunnar Vingren, lade grunden för det som idag är världens största nationella pingströrelse, Assembleia de Deus.
Missionsarbetet har tydligt kombinerat predikandet av evangeliet med omsorg om fattiga och utslagna. Man har alltså både byggt kyrkor, skolor och sjukhus.[källa behövs] De senaste årtiondena har genom PMU samarbetat mycket med Sida. 

### Oetisk adoptionsverksamhet i samband med mission
2021 släpptes en utredning av den svenska pingströrelsens internationella adoptionsverksamhet – ungefär 200 adoptioner mellan 1960 och 1980 – som skedde i samband med missionarbete. Missionärer reste till bland annat Honduras, Bolivia, Etiopien, Bangladesh och Sri Lanka för att sprida kristendomens budskap och förmedlade då rättsosäkra och oetiska adoptioner. Det visar den interna utredningen inom pingströrelsen, som konstaterar att adoptionerna ”kan ha varit oetiska och okänsliga för ursprungsfamiljens behov”. Bland annat rör det sig om fall där den biologiska familjen inte fick lämna samtycke till att adoptera bort sitt barn.

## Utbildningar
Det finns inga formella krav på utbildning för att bli anställd som pastor inom pingströrelsen. Pingströrelsens pastorer har ofta kortare utbildning än pastorer inom äldre samfund. Utbildningen är inkompatibel med flertalet andra frikyrkors utbildningar.
Pingströrelsen driver fem folkhögskolor och ett teologiskt seminarium. Dessutom driver en mängd församlingar bibelskolor - kurser i bibelkunskap omfattande allt från några veckor upp till två år.
- Kaggeholms folkhögskola
- June folkhögskola
- Mariannelunds folkhögskola
- Umeå folkhögskola
- Vinga folkhögskola

- Akademi för Ledarskap och Teologi

## Organisationer och företag
Pingstförsamlingarna driver en mängd olika organisationer tillsammans. Då dessa blivit vildvuxna och spretande påbörjades under 90-talet ett arbete att sammanföra dessa under en gemensam organisation. År 2002 bildades Riksföreningen Pingst - fria församlingar i samverkan (PINGST ffs) med detta syfte. 251 av rörelsens församlingar står bakom denna organisation.
Tillsammans äger och driver pingstförsamlingarna också bland annat
- Svensk Pingstmission - pingstförsamlingarnas gemensamma missionsorgan
- LP-verksamheten - missbrukarvård på kristen grund
- TV Inter - medieföretag som producerar TV
- IBRA Media - missionsradio
- Pingst förvaltning AB - koncern som bland annat äger 25% av tidningen Dagen

## Pingströrelsen i media och litteratur
Pingströrelsen har blivit uppmärksammat i media bland annat i samband med följande händelser:
- Lewis Resa (P.O. Enquists roman om Lewi Pethrus från 2001).
- Jesusmanifestet (debattartikel och bok av pingstföreståndaren Sten-Gunnar Hedin och katolske biskopen Anders Arborelius år 2003).
- Åke Green (Pastor som 2004 dömdes för hets mot folkgrupp men sedan friades).
- Filadelfiaförsamlingen i Knutby (lokal församling som lämnade pingströrelsen efter anklagelser om sekterism 2004).
- Konkursen och upplösningen av Stockholm Karisma Center 2005.
- SVT-dokumentären Gud som haver barnen kär (2022)[12] där programledare Anna Lindman intervjuar barn som vuxit upp i bland annat pingstkyrkan.

## Diskussioner inom rörelsen

### Samfundsfrågan
Pingströrelsens predikanter formulerade 1916 ett kraftigt avståndstagande från samfundsväsendet, främst med udd mot Baptistsamfundet. Man menade att den bibliska församlingen inte skulle vara underställd ett högre organ.
För att inte inkräkta på de enskilda församlingarnas frihet valde rörelsen olika former för samarbetet församlingarna emellan, ibland stiftelser, ibland aktiebolag, ibland ideella föreningar. Allt efter vad som passade den givna situationen bäst. Under 1990-talet spred sig en uppfattning att dessa organisationer vuxit sig alltför spretiga och var i behov av samordning. Detta kom då i konflikt med uppfattningen att rörelsen inte skulle ha ett överordnat organ.
Motståndarna till pingstsamfundet uppfattade ansträngningarna som ett försök att styra och utöva kontroll av församlingarna. Yttermera menades det att en stor övergripande organisation bara slukade pengar som bättre behövdes i verksamheten.
Förespråkarna menade å sin sida att organisationsbygget bara var en fortsättning på den väg man redan valt i och med att man valt att samarbeta i en mängd organisationer. Dessutom menade man att pengar skulle sparas genom rationaliseringar.
Under pågående process förändrades lagen om trossamfund i och med att Svenska kyrkan frigjordes från staten. Detta gav möjlighet för trossamfund att registreras och uppbära kyrkoavgift via skattsedeln.
Diskussionen utmynnade i ett bildande av riksföreningen Pingst - fria församlingar i samverkan (Pingst ffs) och därtill Trossamfundet Pingst - fria församlingar i samverkan.

### Dopfrågan
Inom den svenska pingströrelsen praktiseras och erkänns endast ett dop; troendedop genom nedsänkning.
Detta har traditionellt också varit medlemsgrundande i svenska pingstförsamlingar men några församlingar, som på senare år gått samman med lokala församlingar tillhörande andra trossamfund, har öppnat möjlighet för kristna som inte är döpta med baptistiskt dop att bli medlemmar på bekännelse.

### HBTQ-personer
Huruvida HBTQ-personer ska vara välkomna i pingstkyrkan, och huruvida HBTQ-personer är inkluderade i den teologiska grundvalen, har diskuterats i decennier. Flertalet debattartiklar, intervjuer och reportage har publicerats i media där HBTQ-personer själva, pastorer och församlingsmedlemmar dryftar frågan. 
2015 publicerade 22 pastorer en debattartikel i Dagen, där de argumenterar för att Bibeln är entydig i frågan att homosexualitet är en synd och att homosexuella inte kommer till himlen. I artikeln går att läsa: "Det har funnits en samstämmighet om detta genom hela den protestantiska reformationen, och även dessförinnan fanns det en klar teologisk övertygelse i frågan." Trots att ett par medlemmar lämnade pingstkyrkan efter att debattartikeln hade publicerats, stod bland annat Holger Strandgren fast vid sak.
2016 blev musikern Johan Mauritzson nekad att uppträda under en adventsgudstjänst i en pingstkyrka i Oskarshamn, med hänvisning till att han var homosexuell. Det var en person i publiken som inte tolererade homosexuella, och framträdandet ställdes in.
Charlotta Carlström är doktor i socialt arbete och har studerat HBTQ-personers egna upplevelser i frikyrkliga miljöer. Samtliga av de 29 intervjuade hade någon gång upplevt stigmatisering, utanförskap och skam i sin frikyrka. Pingstkyrkan pekas av intervjupersonerna ut som den mest konservativa frikyrkan. I ett reportage i Forte säger Carlström: "De har fått höra att de är besatta av onda andar, demoner eller djävulen. Pastorer har sagt att homosexualitet går att bota och att homosexuella handlingar är syndiga och för människor bort från Gud."

### Samkönade äktenskap
Pingstkyrkan viger inte samkönade par. Trots att det sedan 2009 lagligt med samkönade äktenskap i Sverige svarar Pingst-fria församlingar i samverkan nej på frågan om huruvida de viger samkönade par. Varje församling är fri att säga nej, om det går emot deras tro, med hänvisning till religionsfrihet. Daniel Alm, som var ledare fram till 2023, säger: "Jag uppfattar att vi är helt eniga i rörelsen och styrelsen att vi inte kommer att ändra äktenskapssynen, utan att vi ser äktenskapet som en förening mellan en man och en kvinna."

### Abort
Det finns inget entydigt ställningstagande från den svenska pingströrelsen vad gäller abortfrågan. Frågan har präglats och påverkats av samtida strömningar, kampanjer och politiska lagförslag. 
Människorätt för ofödda (MRO) är en kampanjorganisation som grundades av Mats Selander, som är medlem i en pingstkyrka samt Kristna Värdepartiet. MRO driver opinion mot abort och genomför framförallt kampanjer där de visar bilder på aborterade foster.
2014 vägrade barnmorskan och pingstmedlemmen Ellinor Grimmark att göra abort på sina patienter, något hon hämtade stöd i ur Bibeln och sin kristna tro. Detta hände i samband med att Moderaterna, Kristdemokraterna och Centerpartiet röstade igenom ett historiskt beslut om att utreda möjligheten till samvetsfrihet, vilket innebär att låta vårdpersonal vägra utföra aborter. Läkarförbundet ansåg att en sådan klausul om samvetsfrihet för vårdpersonal hotade den fria aborträtten.
Pingstledaren Daniel Alm skrev 2019 i en debattartikel i Världen Idag att pingstkyrkan "inte är abortliberala". Alm menar att abort är en etiskt komplext fråga, som inte går att diskutera svart-vitt.

## Kyrkobyggnader i Sverige tillhörande pingströrelsen (urval)

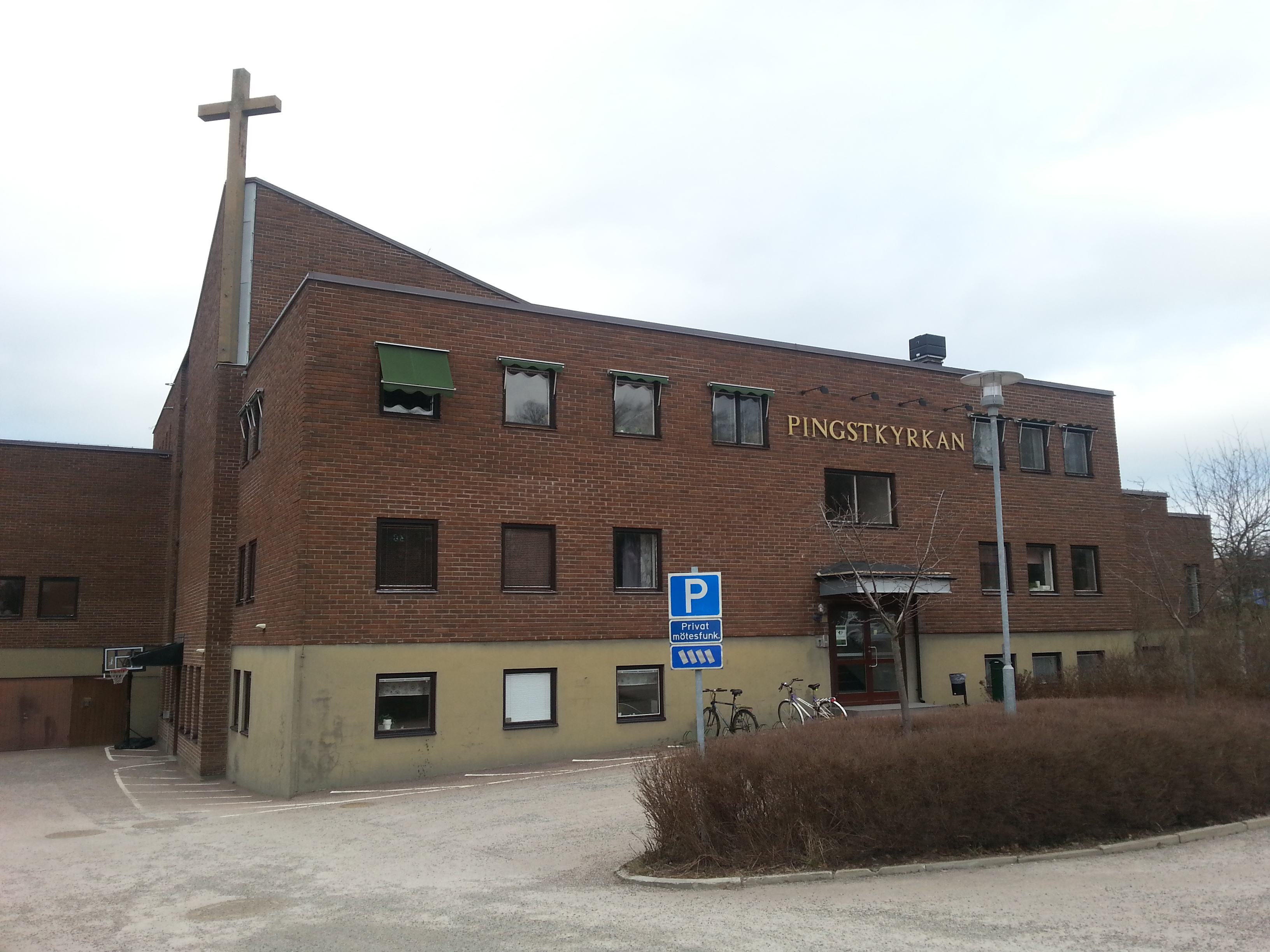
Pingstkyrkan i Västerås.
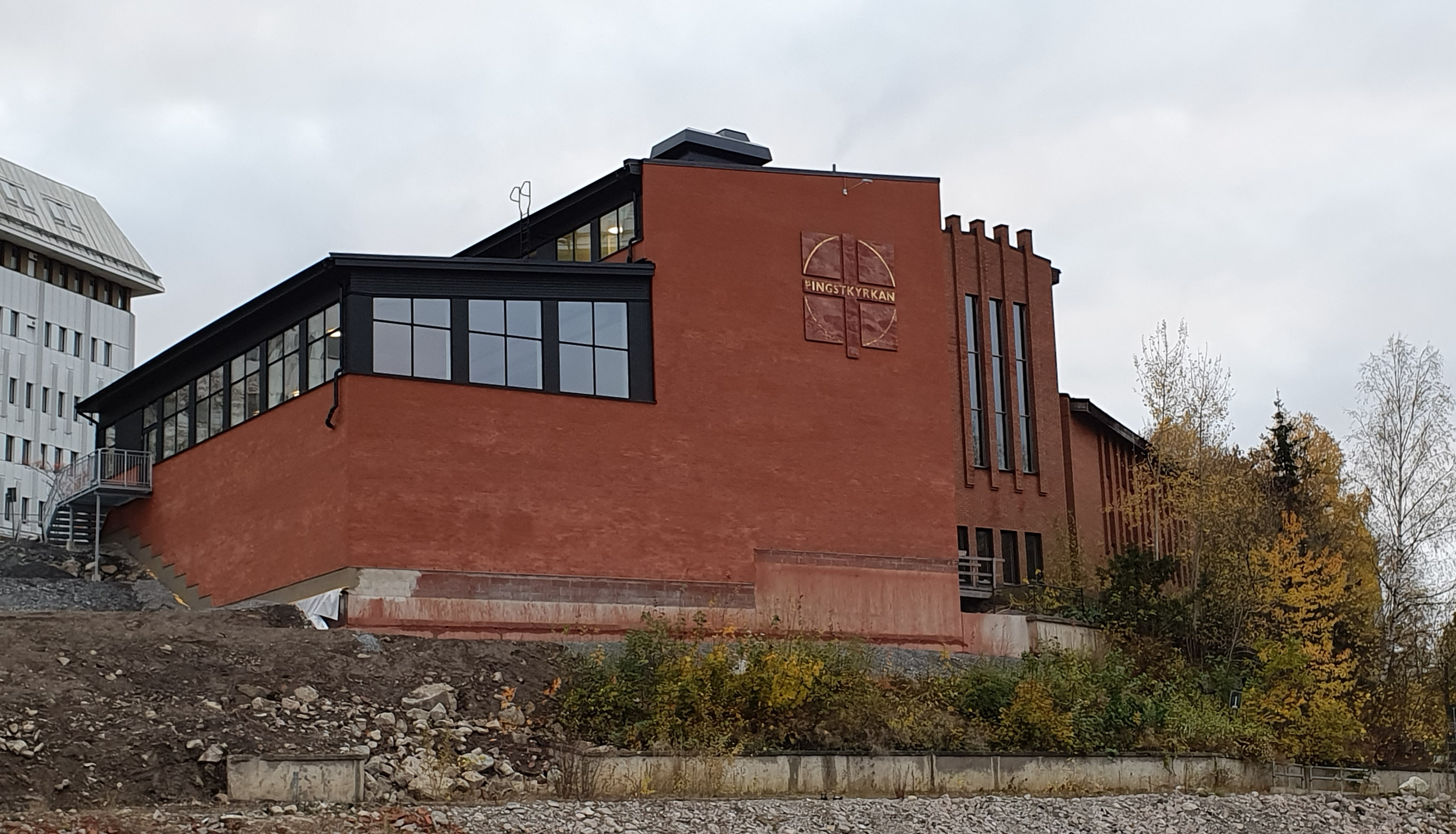
Pingstkyrkan Tumba.
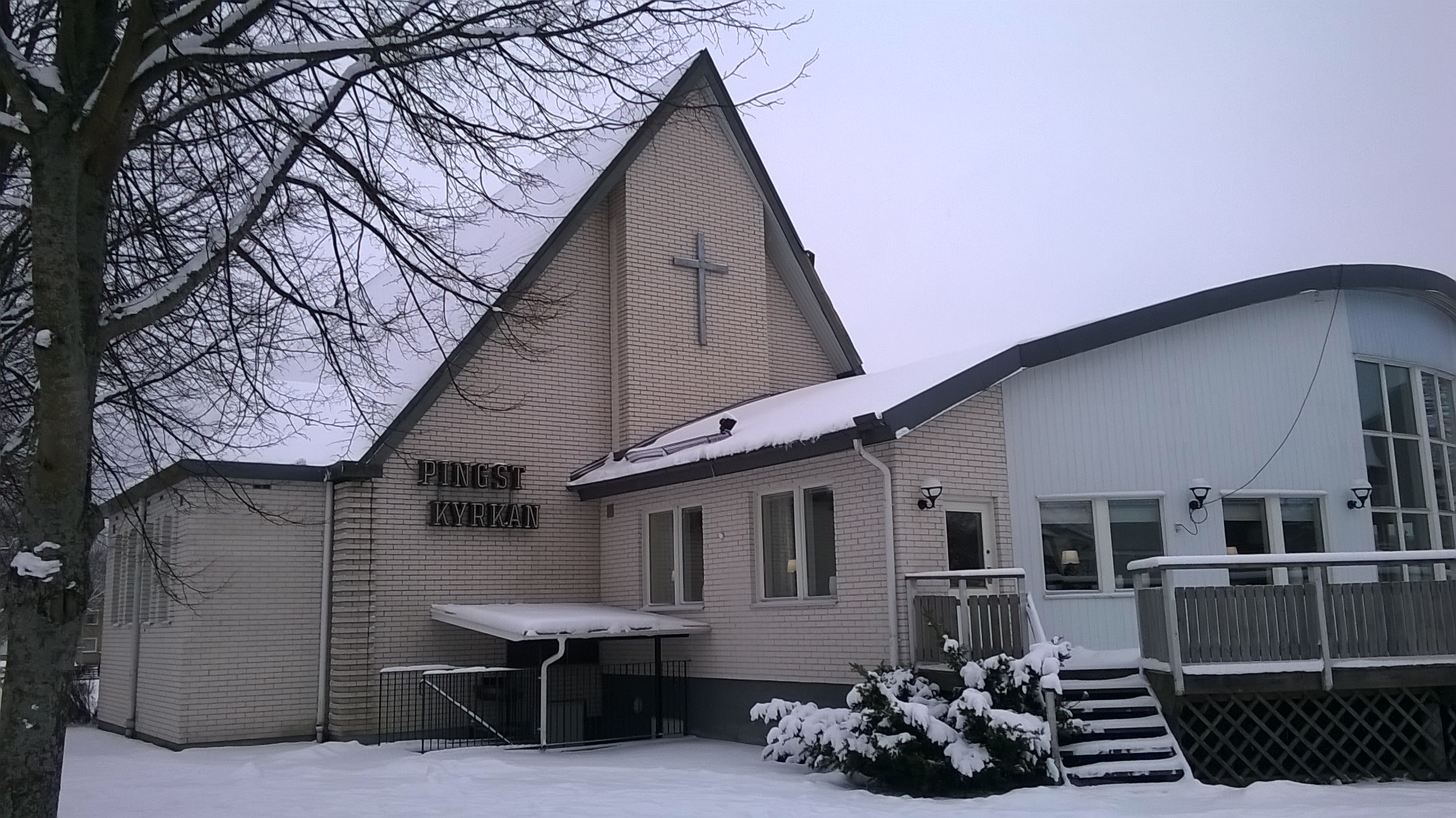
Habo pingstkyrka.
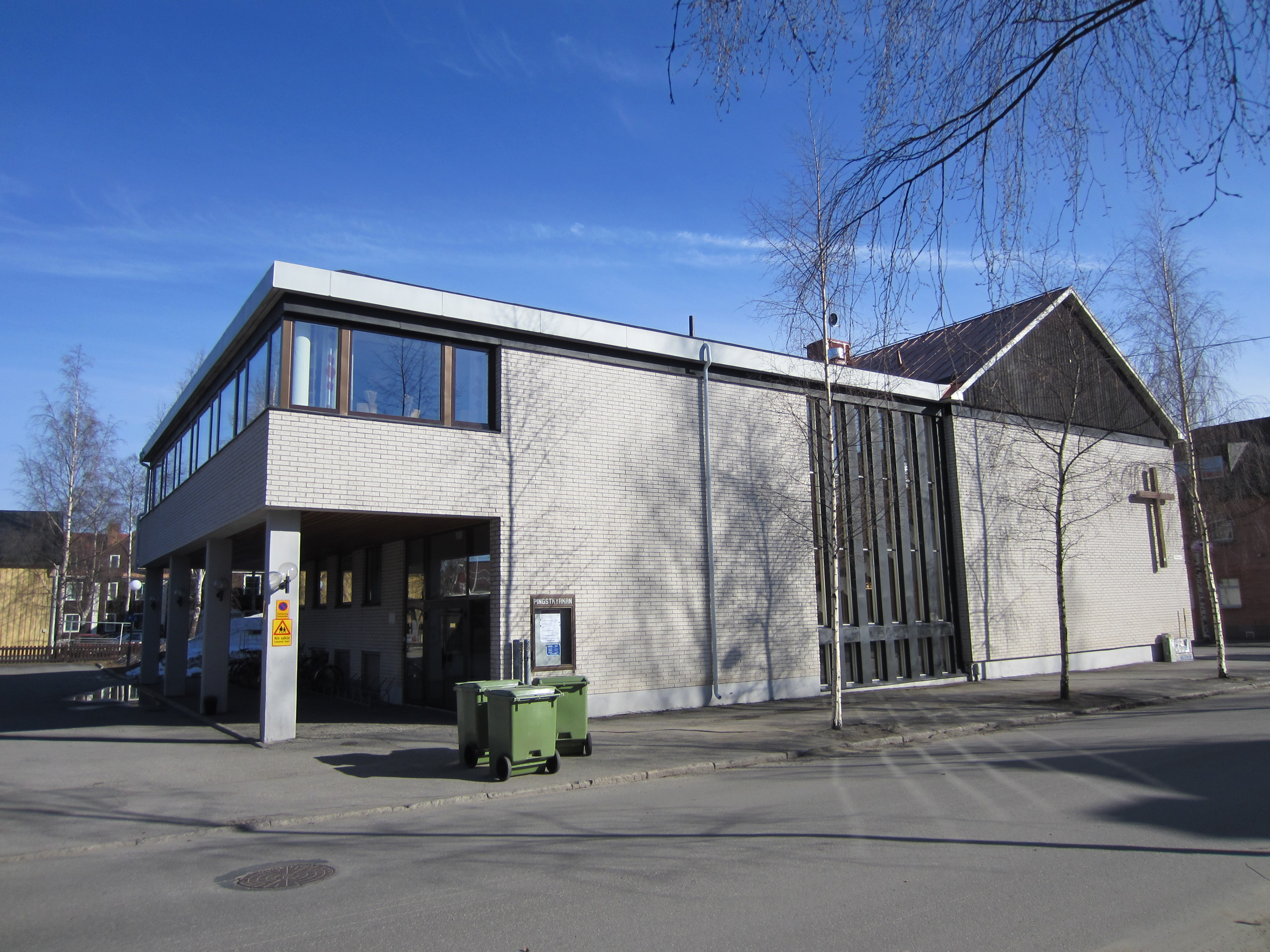
Umeå pingstkyrka.
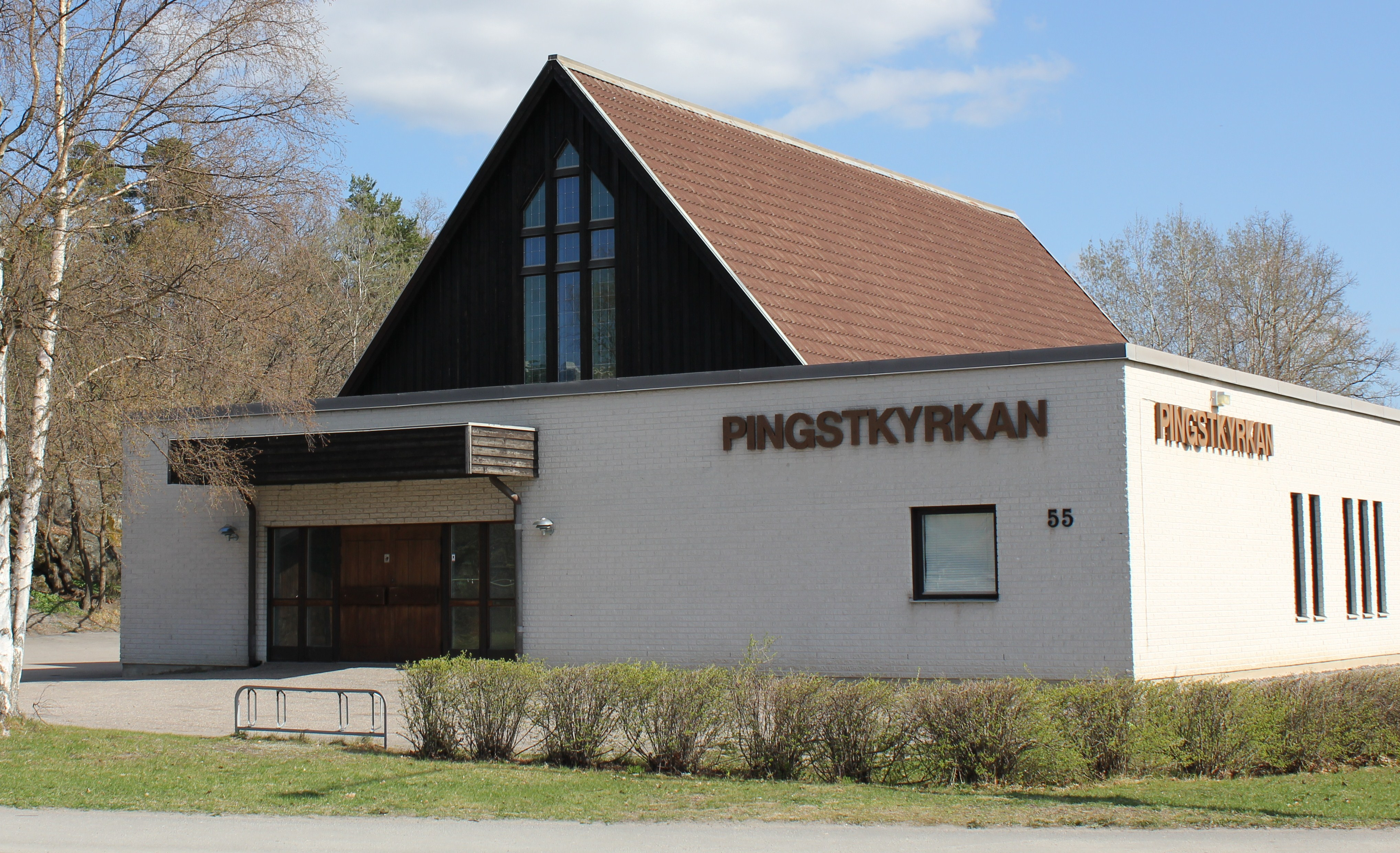
Pingstkyrkan i Bredäng.
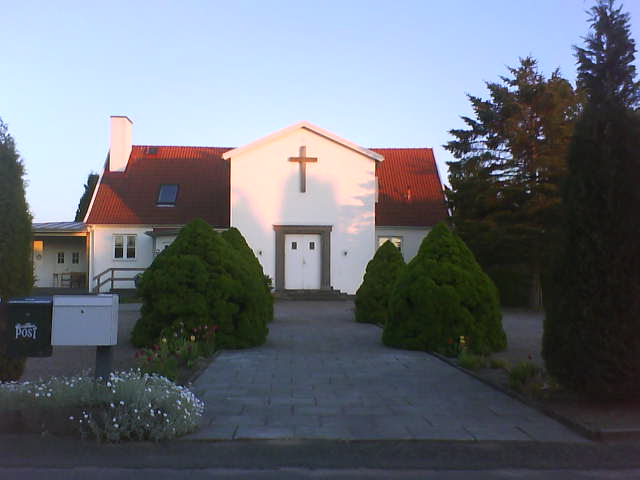
Centrumkyrkan i Bromölla.